# 植草航
植草航（うえくさ わたる、1987年 - ）は、日本のイラストレーター、アニメーション作家。千葉県千葉市出身。2011年東京藝術大学大学院映像研究科アニメーション専攻を修了。

## 受賞歴
- 『やさしいマーチ』第15回文化庁メディア芸術祭アニメーション部門新人賞受賞
- 『向ヶ丘千里はただ見つめていたのだった-Chisato stared-』第一回 下北沢映画祭 グランプリ、ASK映像祭2009コンペティション 西村智弘賞受賞、デジタルスタジアム第10回映像部門グランプリ

## 作品

### 映像作品
- NHK『星新一ショートショート』#14「薬と夢」（監督、2008年）
- 『向ヶ丘千里はただ見つめていたのだった-Chisato stared-』（自主制作、監督、2009年、5分）
- 『やさしいマーチ』（自主制作、監督、2011年、5分）
- NHK Eテレ『テクネ 映像の教室』第4シリーズ 番組内コーナーテクネトライ映像作品「愛と死」（監督、2013年）
- カラスは真っ白『HIMITSUスパーク』（ディレクター、2014年）[2][3][4]
- カラスは真っ白『fake!fake!』（ディレクター、2014年）
- sasakure.UK 3rdアルバム『トンデモ未来空奏図』初回特典漫画制作、「アンチグラビティーズ feat. GUMI」（イラスト、2Dアニメーション素材、2014年）[5]
- ノイタミナ『パンチライン』EDアニメーション（絵コンテ、演出、作画、2015年）
- 『あはれ!名作くん』（エンディングアニメーション演出・作画、2016年）
- 『せいぜいがんばれ!魔法少女くるみ』（キャラクターデザイン、オープニングアニメーション演出・作画、2017年）
- Production I.G、NUT、REVOROOT『劇場版フリクリ オルタナ』エンディングアニメーション（絵コンテ、演出、作画、2018年）
- NHK みんなのうた『君の隣にいたいから』（アニメーション、2019年）
- 『初星学園 「光景」Official Music Video』（ミュージックビデオ、ディレクター・作画、2024年）

### イラスト・マンガ
- デルクール社発行バンドデシネ『シヤージュクロニクル外伝』短編マンガ掲載
- 第40回「日本賞」教育コンテンツ国際コンクール（制作、2013年）
- 東アジア文化都市2014横浜『藝大アーツ学生サミット2014「横浜アート物語」』（イベントポスター制作、2014年）
- tampen.jp　イラスト連載
- 『矢立文庫』マスコットキャラクターデザイン（2016年）
- 『稲川淳二のすご〜く恐い話』エンディングイラスト（2017年）